# ويندي ويلبر
ويندي ويلبر (بالإنجليزية: Wendy Wilbur)‏ هي مجدفة أمريكية، ولدت في 4 أبريل 1972.

## وصلات خارجية
- ويندي ويلبر على موقع الاتحاد الدولي للتجديف (الإنجليزية)